# The Propaganda Game
The Propaganda Game és una pel·lícula documental del 2015 sobre Corea del Nord del director Álvaro Longoria.
The Hollywood Reporter el va descriure com un "diari de vídeo ben muntat de la seva curta visita al país" i "inevitablement intrigant a causa del seu tema".
La pel·lícula es va estrenar al Festival Internacional de Cinema de Sant Sebastià de setembre de 2015, i va ser nominada al Goya a la millor pel·lícula documental als XXX Premis Goya.

## Producció
A Longoria se li va permetre filmar alta qualitat dins del país, la seva visita facilitada i controlada per Alejandro Cao de Benós, l'espanyol fundador de l'Associació d'Amistat amb Corea qui ell mateix es converteix en el tema del documental. La pel·lícula, que inclou entrevistes a més d'imatges d'arxiu i notícies contemporànies, intenta descriure les realitats socials del país amb una atenció especial a la manipulació dels mitjans per part del govern de la República Democràtica Popular de Corea, alhora que qüestiona les simplificacions i caricatures sobre Corea del Nord realitzades per observadors estrangers.
Longoria va rodar principalment a Pyongyang, inclosos el metro de Pyongyang, el parc aquàtic de Munsu, el Gran Monument del Turó de Mansu i una missa a la catedral de Changchung. També hi ha escenes a Panmunjom a la Zona desmilitaritzada de Corea.
Longoria va dir a Variety que havia evitat deliberadament "la típica mirada secreta de mà en moviment cap a Corea del Nord", i que va emprendre, en la sorprenent seqüència d'obertura de la pel·lícula, "utilitzar estètica" propagandística" i "rodar a Corea del Nord d'una manera que no s'havia demostrat abans: el més bonic possible", amb atenció als residents de Pyongyang que gaudeixen d'activitats de lleure a la seva ciutat. "La majoria de la gent diu que mai no ha vist Corea del Nord així, cosa que és sorprenent ja que només vam rodar el que se'ns va mostrar", va dir Longoria. El cineasta, que admet fàcilment que no és un expert en Corea del Nord, "va decidir fer de la manipulació d'informació la trama subjacent" de la seva pel·lícula, i mitjançant l'ús de comentaris restringits, per deixar que els espectadors mateixos decidissin què ha estat o no ha estat escenificat per a la seva visita.

## Repartiment
Entre les persones entrevistades hi ha: 
- Els pares de Cao de Benós
- Simon Cockerell de Koryo Tours
- Barbara Demick
- Rajiv Narayam, observador d'Amnesty International
- Han Il, coronel nord-coreà
- Andrei Lankov, rus expert en Corea del Nord
- Ahm Myeong Chul, opositor nord-coreà
- Xiaohe Cheng, professor d'estudis internacionals.
- Suzanne Scholte
- Esteban Beltrán, cap de la secció espanyola d'Amnesty International
- Georgina Higueras, periodista espanyola
- Jaime Florcruz, CNN
- Shin Dong-Hyuk, opositor nord-coreà

## Nominacions i premis
Premis Goya
| Any  | Categoria         | Resultat |
| ---- | ----------------- | -------- |
| 2016 | Millor documental | Nominat  |

Medalles del Cercle d'Escriptors Cinematogràfics de 2015
| Categoria         | Resultat  |
| ----------------- | --------- |
| Millor documental | Guanyador |